# Économie de Rhône-Alpes
L'économie de Rhône-Alpes est une des plus dynamiques de France, dans beaucoup de domaines. Le produit intérieur brut rhônalpin était de 197 milliards d'euros en 2012, représentant ainsi 9,7 % du PIB de la France métropolitaine et arrivant au deuxième rang derrière l'Île-de-France avec 501 milliards d'euros (soit 28,4 % du PIB).

## Agriculture, matières premières et énergie

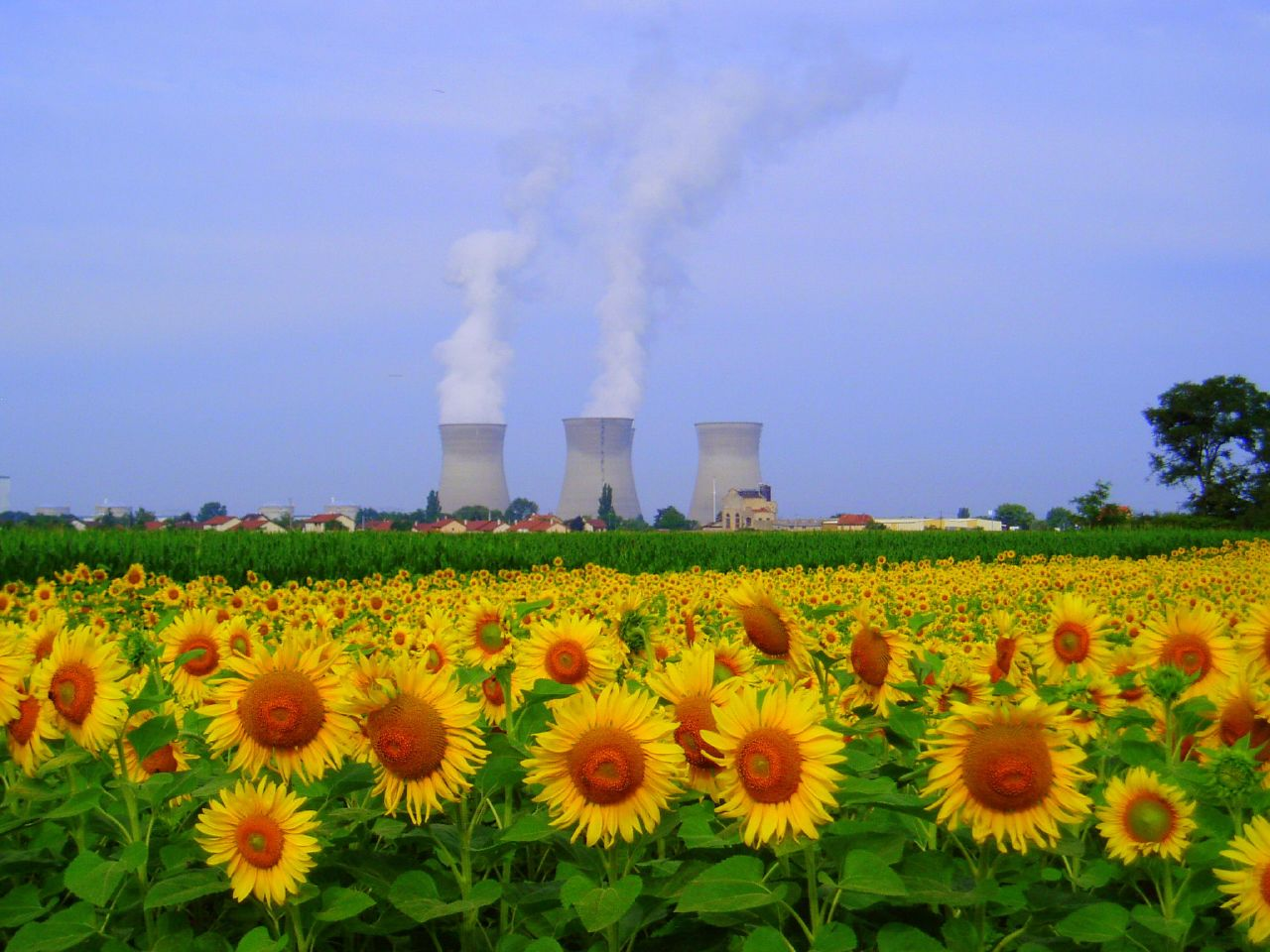
Centrale nucléaire du Bugey à Saint-Vulbas dans l'Ain ; au premier plan, un champ de tournesol.

- production de vin, notamment les AOC beaujolais, côtes-du-rhône et savoie,
- fromages dans les régions montagneuses,
- fruits dans la vallée du Rhône

Le secteur primaire occupe 4,9 % des actifs régionaux (France : 6,8 %), pour 3,5 % du produit intérieur brut (PIB) régional. Il continue sa régression, notamment dans certaines zones de montagne, et ne parvient pas à assurer aux agriculteurs des revenus suffisants, puisque leurs revenus sont inférieurs d’un quart au revenu moyen national. Néanmoins, la région demeure une grande région agricole. Ce secteur se répartit équitablement entre cultures et élevage. Ce dernier est diversifié : l’Ain, les Alpes et le Rhône élèvent 1,2 million de bovins (7e rang national) et produisent 15,5 millions d’hectolitres de lait (5e rang national) ; dans la Drôme et dans l’Ardèche, on produit surtout des porcins et des ovins, tandis que la Bresse est célèbre pour ses volailles. Les cultures produites dans l’Ain et sur la rive gauche du Rhône sont surtout des céréales, et notamment du maïs (700 000 t, 5e rang national). En revanche, au sud (Drôme, Ardèche), on cultive dans la vallée du Rhône des fruits et des légumes (région de Valence en particulier). La région est le premier producteur d’abricots, le second producteur de pêches, de framboises, de noix, de cerises et de tomates de conserve. Avec la production laitière, le vin est la deuxième production la plus importante de la région. Les coteaux du Beaujolais (vin dont la vente d’une partie de la production en primeur au mois de novembre est toujours très médiatique) et les Côtes-du-Rhône fournissent 3,6 millions d’hectolitres annuels (voir vins des Côtes-du-Rhône). Le vignoble permet à la région d’être le quatrième producteur de vins. Le vignoble en AOC couvre 42 454 ha et produit 2 347 hl par an soit 10 % de la production nationale. Les ressources du sous-sol sont exploitées aux Bois Noirs (uranium), à Hauterive (sel), à Hostun (kaolin), à Bois Feuillet (fluorine) et à Largentière (plomb, zinc, argent). Des centrales hydroélectriques équipent l’Isère (trois centrales), l’Arc (cinq centrales), le Drac et la Romanche (deux centrales), la Loire (deux centrales) et bien sûr le Rhône (neuf centrales). Une centrale thermique est implantée au sud de Lyon, et quatre centrales nucléaires sont installées le long du Rhône à Saint-Vulbas (Bugey), à Saint-Maurice, à Cruas et à Pierrelate-Tricastin. Une filière éolienne est par ailleurs en cours de développement dans la vallée du Rhône. Ces multiples centrales permettent à Rhône-Alpes d’être la première région productrice d’électricité de France avec 100 milliards de kilowattheures, soit environ 18 % de la production totale française, malgré l'arrêt du surrégénérateur de Creys-Malville.

## Agroalimentaire
La région a de nombreuses PME transformant les produits de la région (salaisons, fromageries, découpe de viandes, biscuiteries, etc.) qui peuvent s'appuyer sur des pôles de recherche développement comme Alimentec à Bourg-en-Bresse.

## Industrie et recherche
Sur la base de chiffres disponibles en 2009, les secteurs industriels les mieux placés :
- Composants automobiles
- Composants électriques
- Composants fluidiques et pneumatiques (1re région de France)
- Métallurgie et métaux (1re région de France)
- Composants électroniques (1re région de France)
- Réfrigération industrielle (1re région de France)

De manière plus générale on trouve textile, mécanique, pharmaceutique et chimique, autour de Lyon, de Saint-Étienne, dans l'Ain et en Savoie et Haute-Savoie.
L'industrie des compresseurs et pompes à gaz/vide est particulièrement bien représentée en totalisant plus de 40 % de l'activité nationale dans ce domaine. Les principales applications sont centrées sur la réfrigération/climatisation, l'automobile, la microélectronique, le transport de gaz et les procédés industriels. Avec des sociétés comme Tecumseh, Danfoss et Alcatel Vacuum Technology le secteur contribue largement aux résultats de la région à l'export.
Le fleuron automobile est la marque Renault Trucks, filiale du groupe Volvo, implantée à:
- Vénissieux : assemblage des moteurs 9 et 11 litres, emboutissage et magasin pièces de rechange.
- Saint-Priest : direction générale, directions commerciales, APV, 24/7, design et R&D, centre de formation.
- Bourg-en-Bresse : assemblage des camions Renault Magnum, Renault Premium Route, Renault Premium Distribution, Renault Premium Lander et Renault Kerax + activité CKD de ces véhicules.

L'industrie du froid est elle aussi bien représentée par des ensembliers comme la CIAT (Culoz), des fabricants de composants comme Frigabohn (échangeurs thermiques).
L'agglomération de Saint-Étienne possédé un pôle de recherche dans le design important. C'est aussi un centre de mécanique, historiquement centré sur la fabrication d'armes. De l'industrie textile, autrefois spécialisée dans le ruban, a émergé une activité de textile médical.
Quant à l'agglomération grenobloise, malgré quelques grands fleurons comme Caterpillar, A.Raymond, Petzl, Alstom ou la Samse, elle reste spécialisée en informatique, électronique, microtechnologies, nanotechnologiess, biotechnologie d'autant que grâce à son pole compétitivité Minalogic elle a pu obtenir l'un des tout premiers institut de recherche technologique français dénommé Nanoelec .

### Inovallée
La vallée du Grésivaudan, l'une des branches de l'Y grenoblois, a hérité du surnom de « Silicon Valley française »,,,,,,. L'Inovallée, d'abord située uniquement à Meylan, s'étend depuis les années 1990 à Montbonnot-Saint-Martin et comprend de nombreuses startups. Elle compte des entreprises de renommée mondiale comme Sun Microsystems, Xerox, Orange Business Services IT&L@bs et le centre INRIA Rhône-Alpes. Au 1er janvier 2015, Inovallée compte 362 entreprises de pointe comportant 11 174 emplois. Une dizaine de kilomètres plus loin, à Bernin, le numéro un mondial Soitec est installé avec Memscap à quelques centaines de mètres de la zone industrielle de Crolles, où les sites de ST Microelectronics emploient des milliers de personnes (appelés Crolles I et Crolles II).

### Polygone scientifique

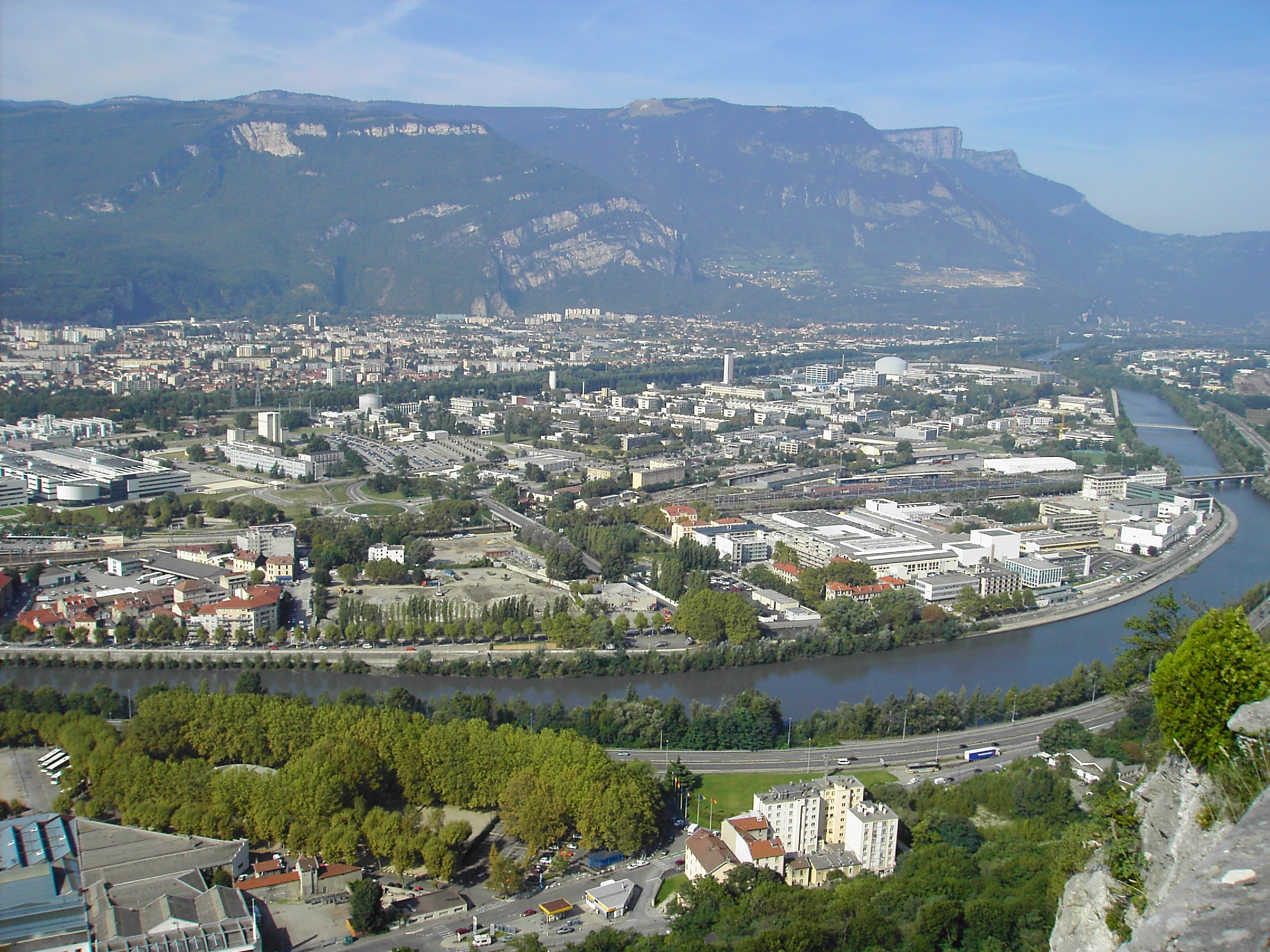
Polygone scientifique à Grenoble en 2008.

Le Polygone scientifique de Grenoble compose quant à lui le domaine de la recherche, toujours en nanotechnologie et microélectronique. Il s'étend sur 250 hectares dans la presqu'île de Grenoble. On y trouve des centres internationaux prestigieux tels que le CEA, le LETI, le CNRS, l'EMBL, l'Institut Laue-Langevin, l'ESRF, Minatec et Biomérieux pour les biotechnologies. La presqu'île scientifique est l'un des trois sites grenoblois du pôle d'innovation en micro et nanotechnologies appliqué aux sciences du vivant, NanoBio et accueille depuis septembre 2015 le pôle mondial lié à l'efficacité énergétique, GreEn-ER. Le 15 avril 2015, la première pierre de l'une des trois plus importantes plateforme photonique dans le monde est posée à proximité de Minatec,. L'édifice de près de 13 000 m2 est coiffé d'une grande boîte vitrée qui permet aux visiteurs de découvrir l'ensemble du campus Giant.
De plus en plus impliquée dans les neurosciences, Grenoble est dotée d'instituts de recherche prestigieux comme Grenoble-Institut des neurosciences et Institute for Advanced Biosciences jouxtants le CHU à La Tronche, ou encore Clinatec et l'Institut de biologie structurale sur la presqu'île scientifique.
D'autres sièges d'entreprises en démarrage sont présents dans le quartier d'affaires Europole comme Crocus Technology, ou encore Atos Worldgrid sur le site Bouchayer-Viallet. En juillet 2016, Apple annonce l'implantation d'un laboratoire sur ce dernier site. Historiquement installé sur le Polygone scientifique, le groupe Schneider Electric a également installé en 2006 son centre de recherche mondial, Électropole, à Eybens. Enfin, Hewlett-Packard et Bull sont implantés sur Grenoble depuis les années 1970.
Entre Grenoble et Valence, le Pays du Sud-Grésivaudan accueille également des entreprises industrielles de secteurs d'activité tels que la plasturgie, l'agroalimentaire, le bois (énergie, transformation), l'emballage, la mécanique et la connectique, l'équipement électrique.
Le sud de la région n'est pas en reste, puisqu'à Pierrelatte est installée une des plus importantes usines d'enrichissement d'uranium au monde.

## Recherche dans le domaine spatial

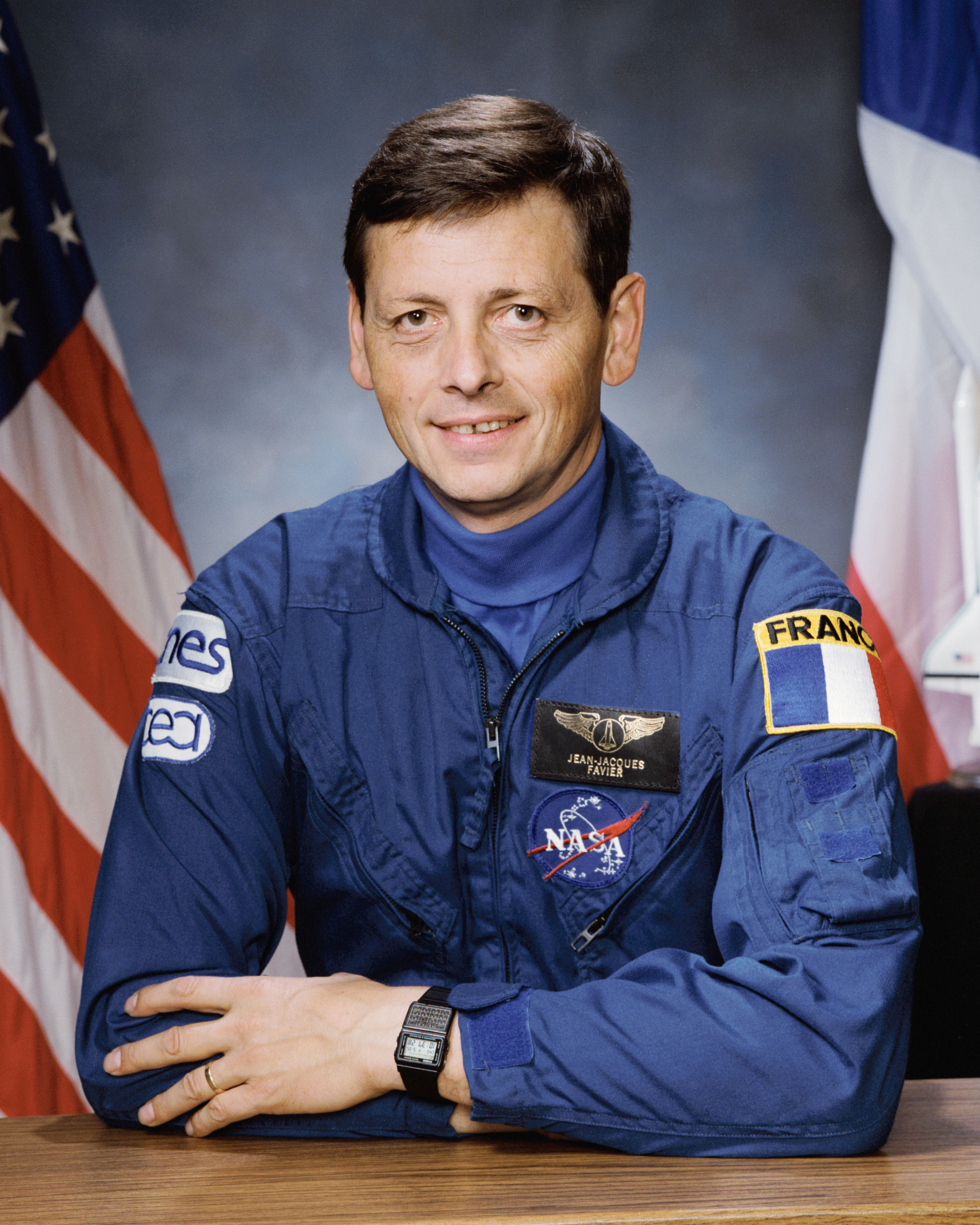
Jean-Jacques Favier.

Grenoble possède de grands laboratoires liés au domaine spatial ainsi qu'à la compréhension et l'observation de notre univers comme l'institut de radioastronomie millimétrique, l'institut de planétologie et d'astrophysique, le laboratoire de physique subatomique et de cosmologie, l'Institut Néel mais aussi dans une moindre mesure l'institut des sciences de la Terre. Cette grande expertise lui a valu d'accueillir la 16e assemblée générale de l'Union astronomique internationale en 1976, restant encore la seule ville française à avoir accueilli ce prestigieux congrès depuis la Seconde Guerre mondiale. Par ailleurs, Marchello Fulchignoni a suggéré le nom de « Grenoble » pour l'astéroïde numéro 7462, ce que l'UAI a validé en 1984. En 1996, Jean-Jacques Favier, scientifique du CEA Grenoble, passe 16 jours dans l'espace à bord de la navette Columbia au cours de la mission STS-78, afin d'y tester son expérience Life and Microgravity Spacelab. En 2014, l'Institut de planétologie et d'astrophysique de Grenoble fait partie des laboratoires français chargés de la mise au point de l'instrument SPIRou destiné à équiper l'observatoire Canada-France-Hawaï en 2017, dans le but de découvrir des exoplanètes de la taille de la Terre.
En 2015, pour avoir équipé avec succès en imagerie spatiale les sondes Rosetta et New Horizons, e2v semi-conducteurs basée à Saint-Égrève, a reçu de la Nasa et de l'armée des États-Unis, la plus haute certification officielle pour la qualité et la fiabilité de ses installations.

## Industrie pharmaceutique et biotechnologique
La région lyonnaise est depuis longtemps un lieu important pour l'activité pharmaceutique avec les sièges mondiaux de Sanofi Pasteur, BioMérieux, Merial, Genzyme.
Les biotechnologies sont aussi bien représentées dans la région grenobloise avec le centre de recherche en biologie moléculaire de BioMérieux, le centre Clinatec, le pôle régional NanoBio ainsi que des ramifications du pôle de compétitivité mondial Lyonbiopôle. La ville accueille également le Laboratoire européen de biologie moléculaire. Ce secteur totalise 10 300 emplois dont 8 000 dans les entreprises et 2 300 dans la recherche publique.

## Services
Traditionnellement représentés par la banque et les assurances à Lyon, les services se sont développés également dans le secteur du transport grâce à une situation privilégiée (vallée du Rhône, Savoie) et des infrastructures importantes (TGV, aéroports, autoroutes, tunnels alpins).

## Tourisme
- tourisme d'été et d'hiver

Rhône-Alpes concentre la majeure partie des stations de ski et des stations thermales de France. 
- thermalisme.